# Font de Coanegra
La Font de Coanegra o de Son Pou és una surgència natural d'aigua dins la possessió de Son Pou, al terme municipal de Santa Maria del Camí. S'Ull de sa Font és a un costat del camí de les cases a es Racó, sota el Penyal de sa Font i davant sa Tanca de s'Era, abans d'arribar a sa Costa Rosta i es Comellar des Fenàs. El broll d'aigua es produeix a uns quatre metres metres de profunditat sota el nivell de superfície i s'hi accedeix per un pou paredat, amb sortints de pedra que fan d'escalons. De l'endret del pou d'accés parteix una galeria subterrània feta de pedra en sec i amb coberta de volta, de 113 metres de longitud que arriba a les cases de Son Pou. En travessar el torrent de Coanegra la galeria s'encasta dins el llit del torrent, que ha estat empedrat per protegir-la dels aiguats. L'aigua surt dins l'Hort de Son Pou i allà es canalitza mitjançant la Síquia de Coanegra que recorre tota la vall.

## Història
Es fa difícil determinar l'origen de l'aprofitament hídric, tot i que es podria remuntar a la prehistòria. És possible que les obres de millora del sistema hidràulic de Coanegra s'haguessin escomès en la llarga època romana i s'haguessin continuat en el període islàmic i català. La documentació escrita referida a la font comença en el s. XIII, després de la conquesta de Mallorca duita a terme per Jaume I. Ja en aquests moments la font, a través de la síquia, movia 9 molins fariners. La finca on s'ubica la font es coneixia com a Sa Font.

## Cabal i règim hídric
La Font de Coanegra té un règim irregular, en funció de la pluviositat estacional i anual. Històricament mantenia la fluència al llarg de tot l'any, per bé que amb una important disminució a l'estiu. En els darrers decennis del s. XX el cabal estival es va veure disminuït de manera dràstica, sense que s'arribàs a determinar si era a conseqüència de la menor pluviositat o com a resultat de l'increment d'extracció d'aigües subterrànies en els regadius de fruiters d'Orient.

## Aprofitaments
La Font de Coanegra està lligada a l'existència de nou molins fariners moguts amb la seva aigua. Aquesta molineria, d'origen precatalà, va perdurar fins a principis del s. XX, quan les farineres mecàniques anaren arraconant els molins tradicionals de vent, de sang o d'aigua. D'aquest ús capital en va sorgir la regulació de la Síquia de Coanegra. Un dels molins, es Molí Draper sa Bassa de Cas Barreter, es va especialitzar en el treball tèxtil, tot i que aquesta activitat està documentada com a mínim a un altre molí (Molí de Can Morei). L'aigua també es va utilitzar per fer funcionar la gran tafona de Son Torrella i, ja en el segle xx, per generar electricitat a Son Agulla. A part d'aquests usos cal assenyalar una horticultura que aprofitava els terrenys plans dins la vall de Coanegra i que venia els seus productes en els mercats locals d'Alaró i Santa Maria del Camí.